# 開門見珊
《開門見珊》（Get to the Point）是香港亞洲電視曾經籌備製作的資訊節目，最初計劃由朱慧珊、蔡國威、楊正軍、黃文韜及張樂兒擔任主持，並定於2015年8月2日起逢星期日20:00－21:00在本港台及亞洲台播映，其後改為9月推出。朱慧珊約滿後，節目改名《開門見山》，並改由戚黛黛、蔡國威、楊正軍主持，打算改為2015年11月推出，更於2015年11月9日與戚黛黛簽約。由於亞視新投資者司榮彬未有批出經費，以致播映日期再度更改，戚黛黛於2015年11月20日與亞視解約，節目暫停製作，亞視亦刪除網站連結圖。

## 暫停製作
由於朱慧珊約滿後已經離開亞視，節目只完成宣傳活動及第一集內容拍攝便暫停製作，將延期播放及製作餘下集數。

## 內容
朱慧珊聯同「珊搜線人組」組員落區聽取市民心聲，監察政府。節目亦會邀請專家學者，探討切實可行改善民生方法，更會以評論方式發聲，解構政策推行的隱憂。節目亦自家創作手機程式「開門見珊」， 讓市民可將舉報問題即時上載，令市民更易於投入節目。

## 原定主題及環節
- 〈鐵證如山〉：專題報導社會最具爭議性的話題，派出「放蛇組」作測試，搜集證據；更會找來相關機構對質，為觀眾提供解決方法。
- 〈珊搜線人組〉：珊搜線人組組員將落區處理市民的舉報，帶出相關的冷知識。[8]
- 〈你有理撐〉：朱慧珊連同新聞主播，就城中最熱門的話題邀請不同人士討論，論述觀點；新聞主播也會抽出一個「角度」，讓觀眾對民生事項有全面思考；觀眾亦可透過手機程式即時投票，支持或反對該集所討論的議題。
- 《開門見珊》流動應用程式：觀眾可以透過流動應用程式提供投訴及相關資料、重溫節目及參與節目的討論，流動應用程式亦會定期提醒觀眾收看節目。[9]

## 原定主持
- 朱慧珊
- 蔡國威
- 楊正軍
- 黃文韜
- 張樂兒

## 外部連結
- 亞洲電視節目網頁 - 開門見珊